# Sulesoscia epigea
Sulesoscia epigea är en kräftdjursart som beskrevs av Albert Vandel 1973C. Sulesoscia epigea ingår i släktet Sulesoscia och familjen Philosciidae. Inga underarter finns listade i Catalogue of Life.